# ماردر ۱
ماردر ۱ (آلمانی: Marder I به معنای سمور) با عنوان تدارکاتی Sd.Kfz. 135 یک زره‌پوش ضدتانک خودکششی تمام‌شنی ساخت آلمان بود که توسط ارتش این کشور در طول جنگ جهانی دوم مورد استفاده قرار گرفت.
این رزه‌پوش بر پایه شاسی نفربر زره‌پوش لورن ۳۷ال که صدها دستگاه از آن پس از سقوط فرانسه به غنیمت آلمانی‌ها درآمده بود، طراحی گردید.
گفته می‌شود عنوان ماردر به معنای سمور اواخر ماه نوامبر سال ۱۹۴۳ به پیشنهاد شخص آدولف هیتلر، پیشوای آلمان بر این زره‌پوش نهاده شده‌است.

## پیش‌زمینه
از همان ابتدای برخورد آلمانی‌ها با یک نیروی زرهی نسبتاً منسجم و توانمند در نبرد فرانسه و بعدها در شمال آفریقا و عملیات بارباروسا و با رویارویی با تانک‌های سنگینی همچون شار بی۱ فرانسه، ماتیلدا ۲ بریتانیا و کی‌وی-۱ شوروی، عدم کفایت و گاهی بلااستفاده بودن ظرفیت توپ تانک‌هایی مانند پنزر ۲ و تسلیحات ضدتانک (غالباً توپ‌های ۳۷ میلی‌متری PAK 36) عیان شد.
در این هنگام برخی توپ‌ها همانند توپ‌های ضدتانک ۵ سانتی‌متری که می‌توانستند در زره تانک‌های سنگین نفوذ نمایند، برای مؤثر واقع شدن می‌بایست به شکل خطرناکی تا فواصل بسیار نزدیک به هدف خود نزدیک شوند و از طرفی تعداد اندکی از آن‌ها در اختیار آلمانی‌ها بود. به هر حال تنها توپ‌های سنگین تر ۷٫۵ سانتی‌متری PAK 40 و توپ‌های غنیمتی ۷٫۶۲ سانتی‌متری بودند که می‌توانستند به شکل مناسبی با تانک‌های سنگین مقابله کنند. مشکل این توپ‌ها به نوبه خود نیاز آن‌ها به کشنده جهت انتقال به محل مورد نظر بود. در این صورت نیز علاوه کند بودن آن‌ها نسبت به آرایش‌های زرهی و حتی پیاده‌نظام، به سرعت مورد هدف توپخانه دشمن قرار می‌گرفتند.
از همین رو و با افزایش حضور و فشار تانک‌های مدرن تر دشمن مانند تانک‌های تی-۳۴ شوروی، درخواست‌ها به منظور طراحی یک توپ ضدتانک خودکششی قدرتمند با تحرک پذیری بیشتر همانند نمونه پیشین موفق پنزریگر ۱ با زمنیه تجربی خوب در مقابل تانک‌های سبک دشمن، مطرح گردید. بدین منظور در ابتدا جهت پر کردن موقت خلع، همچون بسیاری دیگر از نمونه‌های زره‌پوش‌های آلمانی که بر مبنای شاسی‌های از پیش موجود طراحی شدند، مقرر گشت از شاسی زره‌پوش‌های غنیمتی فرانسوی که اسفاده دیگری نداشتند، تا حصول نمونه‌های بهتر استفاده شود.

## طراحی و توسعه
ماردر ۱ در ماه مه سال ۱۹۴۲ توسط سرگرد آلفرد بکر و به درخواست دریافت فوری یک زره‌پوش ضد تانک خودکششی از طرف سپاه آفریقا ورماخت جهت به‌کارگیری در جبهه شمال آفریقا طراحی شد. این زره‌پوش ضدتانک یک توپ ۷٫۵ سانتی‌متری PAK 40 داشت و بر روی شاسی نفربر زره‌پوش فرانسوی لورن قرار گرفته بود. لورن بدین جهت به این منظور انتخاب شد که موتور آن در وسط شاسی قرار داشت و به خدمه اجازه فعالیت در پشت توپ را می‌داد. با توجه به اندازه نسبتاً بزرگ توپ، اتاقک نفربر به جهت فراهم کردن فضای لازم برای عملیات توپ حذف شد و توپ دقیقاً پشت موتور قرار گرفت. با توجه به وزن بالای توپ و محدودیت فضا و توان موتور، این زره‌پوش ضدتانک از زره چندان ضخیمی برخوردار نبود. همین زره نیز تنها در بخش جلویی و اطراف قرار گرفته و صرفاً در مقابل ترکش‌ها و تسلیحات سبک مؤثر بود.
زره محافظ خدمه که اندکی با زاویه نسب می‌شد طراحی نسبتاً ساده ای داشت و از جوش خوردن چند صفحه فلزی به یکدیگر حاصل می‌گشت.
شش چرخ در هر طرف زره‌پوش قرار داشت که بر روی سه محور دو به دو به یک سیستم تعلیق متصل یودند. چهار چرخ در بخش بالایی هر شنی حالت آن را حفظ می‌کردند و چرخ زنجیر در جلوی آن بودند.
با توجه به این که سیستم تعلیق لورن برای وزن شش تن طراحی شده بود، سنگینی ۸٫۵ تنی ماردر ۱ باعث بروز مشکلاتی به خصوص در راه‌های خاکی و گلی جبهه شرقی برای آن گشته بود. از طرفی این سیستم تعلیق مخصوص زره‌پوش‌هایی شلیک کننده نبود و به همین جهت لگدی که شلیک توپ ماردر ۱ بر آن وارد می‌کرد می‌توانست باعث آسیب یا خرابی آن شود.
توپ ماردر یک می‌توانست بین زاویه‌های ۸- تا ۱۰+ درجه بالا و پایین شود و از ۲۰- و ۲۰+ درجه به چپ و راست بچرخد. جهت حفظ سلامت توپ در مقابل ضرباتی که ناهمواری‌های راه هنگام حرکت زره‌پوش به آن وارد می‌کرد، یک قفل ثابت کننده به آن اضافه شده بود. گلوله‌های ضد زره این توپ می‌توانست از فاصله هزار متری با زاویه صفر درجه در زرهی به ضخامت ۱۱۶ میلی‌متر نفوذ کند.
در برخی تولیدات پارچه ضدآبی بر روی زره‌پوش جهت مراقبت از خدمه در برابر شرایط محیطی تعبیه شده بود.
راننده جدا از سایر خدمه در محفظه ای در جلوی بدنه قرار می‌گرفت و از طریق یک دریچه دو دره وارد آن می‌شد. توپچی سمت چپ توپ می‌نشست در حالیکه فرمانده در سمت راست و بارگذار پشت فرمانده بودند.
با همه این توصیفات به عنوان یک راه حل موقت، این زره‌پوش ضدتانک صرفاً جهت ایجاد تحرک برای توپ ۷٫۵ سانتی‌متری PAK 40 ساخته شده بود و به هیچ صورت قصدی برای جایگزین کردن تانک‌ها با آن یا مبادله آتش مستقیم با تانک‌های دشمن در آن وجود نداشت  چرا که به هیچ وجه نمی‌توانست در مقابل پاسخ طاقت بیاورد. به همین جهت گاهی این زره‌پوش در زمره زره‌پوش‌های ضدتانک قرار داده نمی‌شود.

## تولید
ماه ژوئیه و اوت سال ۱۹۴۲، مجموعاً ۱۷۰ ماردر ۱ به کمک شاسی‌های نفربر لورن از خط تولید در دو کارگاه در پاریس خارج شد. بعدها از شاسی زره‌پوش‌های دیگر غنیمتی نیز بدین منظور استفاده گردید.
شرکت آلکت مسئولیت طراحی و تولید محافظ اطراف جایگاه خدمه و تعدادی دیگر از قطعات را بر عهده داشت.

## تاریخچه عملیاتی

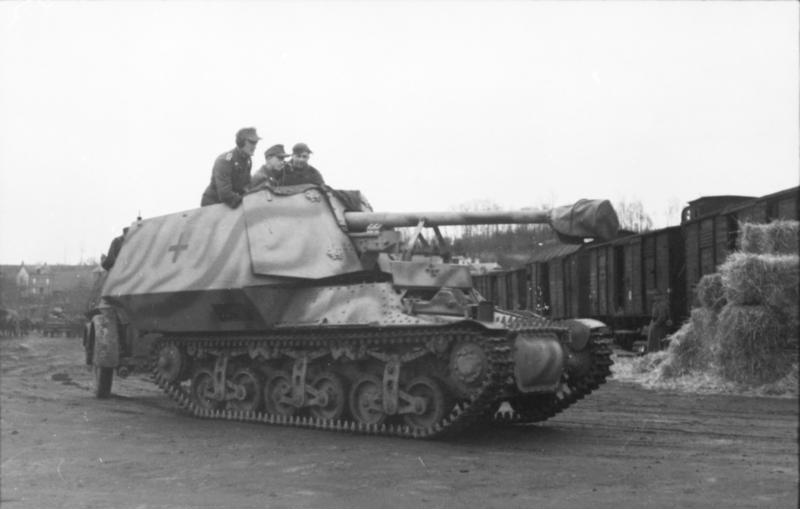
ماردر ۱، ۱۹۴۳

کار طراحی هنگامی به پایان رسید که نتوانست خود را به موقع به سپاه آفریقا برساند. از همین رو از زره‌پوش‌های ضدتانک ماردر ۱ ابتدا در واحدهای زره‌پوش‌های ضدتانک لشکرهای پیاده‌نظام ورماخت در جبهه شرقی استفاده گشت که نتیجه مطلوبی به ارمغان آورد. احتمالاً سرعت و برد عملیاتی پایین موجب قرار گرفتن این زره‌پوش در ترکیب نیروهای پیاده‌نظام گشته بود.
بخش عمده زره‌پوش‌های ضدتانک ماردر ۱ در اختیار واحدهای آلمانی مستقر در فرانسه بود. علت این امر سهولت در دسترسی به قطعات یدکی بود.
با ادامه جنگ، از ماردر ۱ در ترکیبات زرهی مختلف از جمله لشکر بیست و یکم زرهی در نرماندی و ایتالیا بهره برده شد.
تعدادی از این زره‌پوش‌ها توسط نیروهای مقاوت فرانسه به غنیمت گرفته و علیه خود آلمانی‌ها به کار برده شد.

## نگارخانه

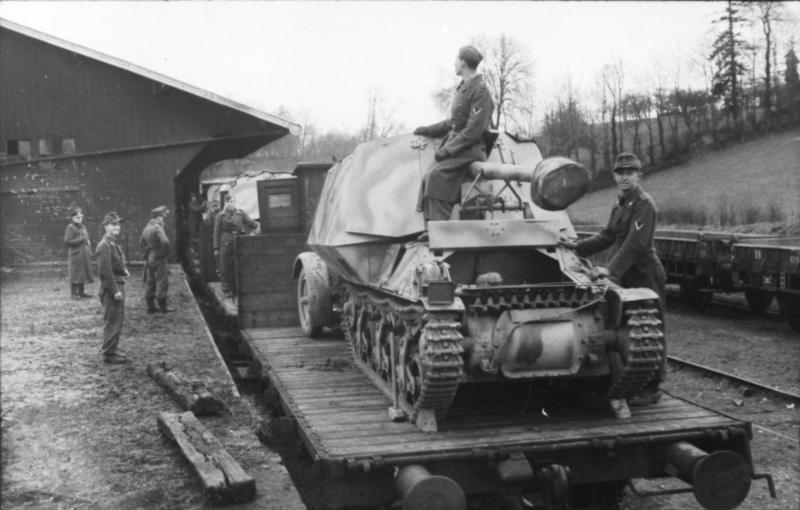
انتقال ماردر ۱ با قطار
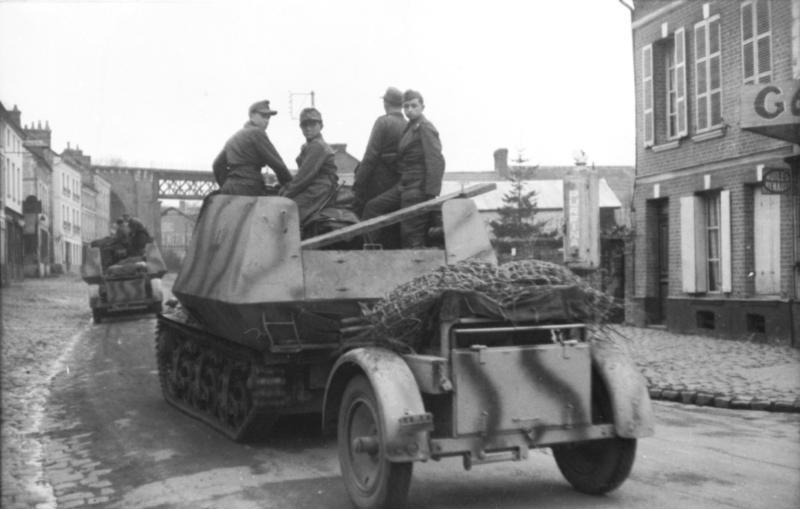
ماردر ۱ در حال کشیدن محموله مهمات خود
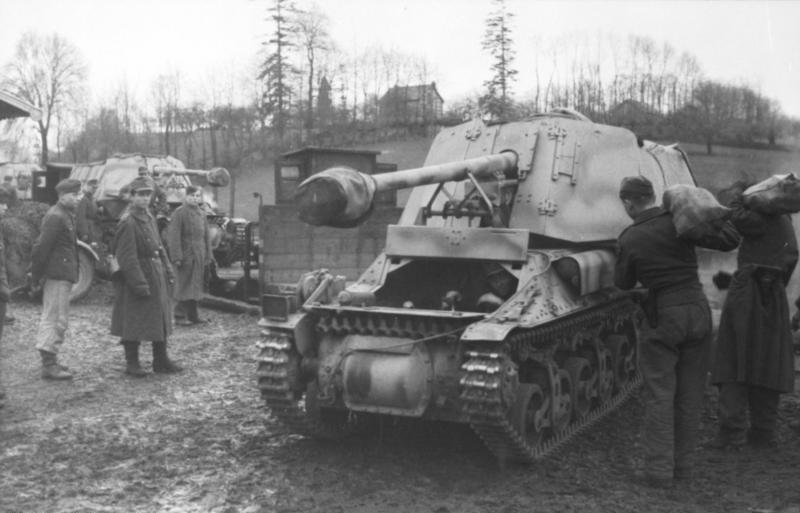
ماردر ۱ بدون صفحه محافظ راننده
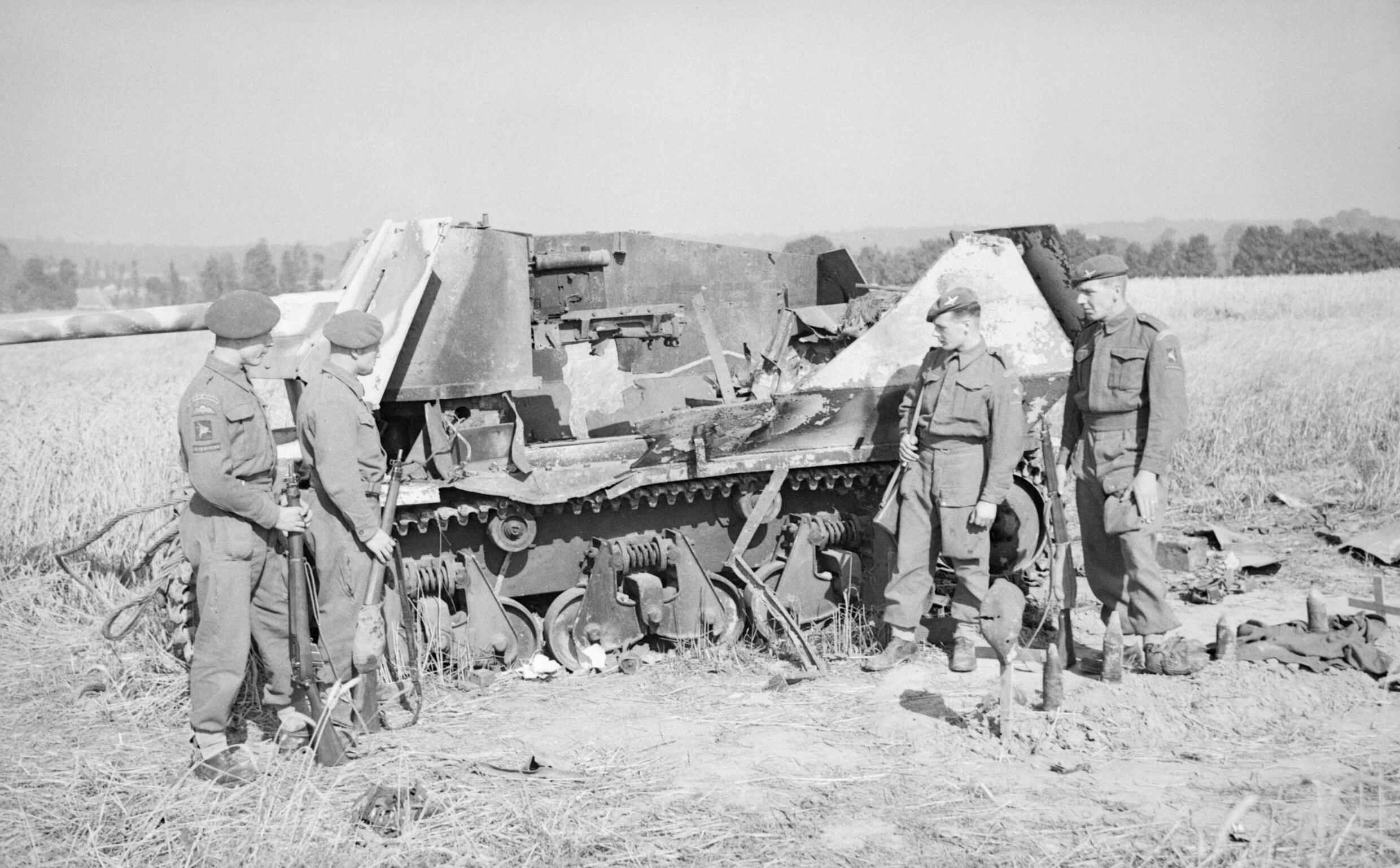
نیروی‌های بریتانیایی در حال بررسی یک ماردر ۱ منهدم شده